# Humanist Canada
 (janvier 2021).
Si vous disposez d'ouvrages ou d'articles de référence ou si vous connaissez des sites web de qualité traitant du thème abordé ici, merci de compléter l'article en donnant les références utiles à sa vérifiabilité et en les liant à la section « Notes et références ».
Humanist Canada (antérieurement Humanist Association of Canada) est une organisation anglophone sans but lucratif faisant la promotion de la laïcité (séparation de l'état et des religions), de la raison, de la pensée critique et de la compassion au niveau pan-canadien. C'est une œuvre de charité au sens de Revenu Canada.
Elle se différencie des autres ONG pour ses revendications portant sur la séparation entre le religieux et les politiques publiques, et sa défense pour le droit à la pensée critique pour tous les Canadiens grâce à une éducation non religieuse.
Fondée en 1968 par un petit nombre de militants humanistes de la région de Montréal, Humanist Canada a grandi jusqu'à devenir à ce jour un membre à part entière de l'International Humanist and Ethical Union. Le symbole officiel (2018) de l'organisation est un Humain Heureux sur une feuille d'érable rouge et bleue. 